# Billy Crudup
William Gaither Crudup (Manhasset, Nova York, 8 de juliol de 1968) és un actor estatunidenc. Va guanyar el Premi Tony a millor actor de repartiment en una obra de teatre per la seva participació a The Coast of Utopia en què va interpretar el crític literari Vissarion Belinski.

## Biografia
Crudup és net de Billy Gaither, un conegut advocat de Florida. Els seus pares es van divorciar quan era nen i, posteriorment, van tornar a contreure matrimoni abans de divorciar-se per segona vegada. Crudup té dos germans: Tommy, productor executiu, i Brooks, també productor. Es va mudar de Nova York amb la seva família, a l'edat de vuit anys, i va viure a Texas i Florida. El 1986 es va graduar al Saint Thomas Aquinas High School a Fort Lauderdale.
Crudup va fer una diplomatura a la Universitat de Carolina del Nord a Chapel Hill. Després va continuar amb la seva carrera interpretativa i es va unir a la companyia de teatre Lab!Theatre. Més tard va estudiar a la Tisch School of the Arts de la Universitat de Nova York, on va obtenir un màster en Belles Arts el 1994. Va fer el seu debut amb Arcadia al Lincoln Center de Broadway amb la producció de Tom Stoppard.
Als inicis de la seva la carrera cinematogràfica va actuar en les pel·lícules Sleepers (1996) i Inventing the Abbotts (1997). El seu primer paper de doblatge en una pel·lícula animada va ser a La Princesa Mononoke (1999), on va posar la veu a Ashitaka. Després va interpretar el guitarrista Russell Hammond, a Gairebé famosos (2000) de Cameron Crowe. També va posar la veu en anglès a la publicitat de Mastercard «no té preu» des de 1997. A la pel·lícula El bon pastor (2006) interpretà l'espia britànic Arch Cummings.
El 2009 va aparèixer a la pel·lícula Watchmen, basada en el còmic homònim, dirigida per Zack Snyder. En ella interpreta el Dr. Jon Osterman, més conegut com Dr. Manhattan.

### Esfera privada
Crudup va ser parella de l'actriu Mary-Louise Parker entre 1996 i novembre de 2003. Tots dos van tenir un fill, William Atticus Parker, que va néixer el 7 de gener de 2004. El mateix any, Crudup va confirmar la seva relació amb l'actriu Claire Danes, amb qui va protagonitzar Bellesa prohibida. La parella es va separar el desembre de 2006.
El 2017, va iniciar una relació afectiva amb l'actriu Naomi Watts.

## Filmografia

### Cinema
| Any  | Títol                                            | Paper                                 | Notes           |
| ---- | ------------------------------------------------ | ------------------------------------- | --------------- |
| 2019 | Where'd You Go, Bernadette                       | Elgie Branch                          |                 |
| 2019 | After the Wedding                                | Oscar                                 |                 |
| 2017 | Alien: Covenant                                  | Christopher Oram                      |                 |
| 2017 | Lliga de la justícia                             | Dr. Henry Allen                       |                 |
| 2016 | Youth in Oregon                                  | Brian Gleason                         |                 |
| 2016 | Jackie                                           | Periodista                            |                 |
| 2016 | 20th Century Women                               | William                               |                 |
| 2016 | 1 Mile to You                                    | Entrenador K                          |                 |
| 2015 | Spotlight                                        | Eric MacLeish                         |                 |
| 2015 | The Stanford Prison Experiment                   | Dr. Philip Zimbardo                   |                 |
| 2014 | The Longest Week                                 | Dylan Tate                            |                 |
| 2014 | Rudderless                                       | Sam                                   |                 |
| 2014 | Blood Ties                                       | Frank Pierzynski                      |                 |
| 2012 | The Watch                                        | Paul, el veí gai d'Evan (Ben Stiller) | No acreditat    |
| 2011 | Too Big to Fail                                  | Timothy Geithner                      |                 |
| 2011 | Thin Ice                                         | Randy Kinney                          |                 |
| 2010 | Menja, resa, estima                              | Stephen                               |                 |
| 2009 | The Ballad of G.I. Joe                           | Zartan                                | Curtmetratge    |
| 2009 | Enemics públics                                  | John Edgar Hoover                     |                 |
| 2009 | Watchmen                                         | Doctor Manhattan                      |                 |
| 2008 | Pretty Bird                                      | Curtis Prentiss                       |                 |
| 2007 | Dedication                                       | Henry                                 |                 |
| 2006 | Missió: Impossible III (Mission: Impossible III) | Musgrave                              |                 |
| 2006 | El bon pastor                                    | Arch Cummings                         |                 |
| 2005 | Trust the Man                                    | Tobey                                 |                 |
| 2004 | Bellesa prohibida                                | Ned Kynaston                          |                 |
| 2003 | Big Fish                                         | Will Bloom                            |                 |
| 2001 | World Traveler                                   | Cal                                   |                 |
| 2001 | Charlotte Gray                                   | Julien Levade                         |                 |
| 2000 | Waking the Dead                                  | Fielding Pierce                       |                 |
| 2000 | Gairebé famosos                                  | Russell Hammond                       |                 |
| 1999 | Jesus' Son                                       | FH                                    |                 |
| 1998 | Monument Ave.                                    | Teddy Timmons                         |                 |
| 1998 | Without Limits                                   | Steve Prefontaine                     |                 |
| 1998 | The Hi-Lo Country                                | Pete Calder                           |                 |
| 1997 | Inventing the Abbotts                            | John Charles "Jacey" Holt             |                 |
| 1997 | Grind                                            | Eddie Dolan                           |                 |
| 1997 | La Princesa Mononoke                             | Ashitaka                              | (veu en anglès) |
| 1996 | Sleepers                                         | Tommy Marcano                         |                 |
| 1996 | Tothom diu "I love you"                          | Ken                                   |                 |

### Televisió
| Any       | Títol            | Paper            | Notes       |
| --------- | ---------------- | ---------------- | ----------- |
| 2011      | Too Big to Fail  | Timothy Geithner | Telefilm    |
| 2017      | Gypsy            | Michael Holloway | 10 episodis |
| 2019-2020 | The Morning Show | Cory Ellison     | 10 episodis |

### Teatre
| Any       | Obra                                    | Paper                   | Producció                                              | notes                                                                         |
| --------- | --------------------------------------- | ----------------------- | ------------------------------------------------------ | ----------------------------------------------------------------------------- |
| 2013      | Tot esperant Godot                      | Lucky                   | Berkeley Repertory Theatre i Cort Theatre              |                                                                               |
| 2013      | No Man's Land                           | Foster                  | Berkeley Repertory Theatre i Cort Theatre              |                                                                               |
| 2011      | Arcadia                                 | Bernard Nightingale     | Ethel Barrymore Theatre                                | Nominat alPremi Tony a el millor actor de repartiment en una obra de teatre   |
| 2010      | The Metall Children                     | Tobin Falmouth          | Vineyard Theatre                                       |                                                                               |
| 2009      | The 24 Hour Plays                       | Billy                   |                                                        | Lectura a l'escenari                                                          |
| 2006-2007 | The Coast of Utopia: Part 2 - Shipwreck | Vissarion Belinsky      | Lincoln Center Theatre                                 |                                                                               |
| 2006-2007 | The Coast of Utopia: Part 1 - Voyage    | Vissarion Belinsky      | Lincoln Center Theatre                                 | Guanyador del Premi Tony al millor actor de repartiment en una obra de teatre |
| 2005      | The Pillowman                           | Katurian                | Edwin Booth Theatre                                    | Nominat al Premi Tony al millor actor principal en una obra de teatre         |
| 2004      | The 24 Hour Plays                       | Bobby                   |                                                        | Lectura a l'escenari                                                          |
| 2002      | The Elephant Man                        | Joseph Merrick          | Royale Theatre                                         | Nominat al Premi Tony al millor actor principal en una obra de teatre         |
| 2002      | La resistible ascensió d'Arturo Ui      | Flake / Defense Counsel | National Actors Theatre                                |                                                                               |
| 2001      | Measure for Measure                     | Angelo                  | Teatre Públic del Festival de Shakespeare de Nova York | Shakespeare in the Park                                                       |
| 1998      | Oedipus Rex                             | Oedipus                 | Blue Light Theatre Company                             |                                                                               |
| 1997      | Les tres germanes                       | Staff Captain Solyony   | Roundabout Theatre                                     |                                                                               |
| 1996      | Bus Stop                                | Bo Decker               | Circle in the Square Theatre                           |                                                                               |
| 1995      | Arcadia                                 | Septimus Hodge          | Lincoln Center Theatre                                 |                                                                               |
| 1994      | America Dreaming                        | Robert                  | Vineyard Theatre                                       |                                                                               |